# Bazar (Castro de Rey)
Bazar (llamada oficialmente San Pedro de Bazar) es una parroquia española del municipio de Castro de Rey, en la provincia de Lugo, Galicia.

## Organización territorial
La parroquia está formada por veintidós entidades de población, constando veintiún de ellas en el nomenclátor del Instituto Nacional de Estadística español:
- A Áspera
- A Cainceira
- A Folgueira
- A Granda
- A Grandela
- A Mudia
- A Pena
- A Ribapena
- As Fontes
- As Penelas
- A Veiga
- A Veiga da Acea
- A Veiga do Pumar
- Bardián
- Cainzada
- Canto
- Carravilar
- Guntín
- O Montillón
- O Pacio
- O Pumar
- Oroxe

## Demografía
| Gráfica de evolución demográfica de Bazar entre 2000 y 2019 |
|                                                             |
| Datos según el nomenclátor publicado por el INE.            |